# ベイリン・サリヴァン
ベイリン・サリヴァン（Bailyn Sullivan、1998年9月3日 - ）は、スーパーラグビー・パシフィックハリケーンズに所属するラグビーユニオン選手。

## プロフィール
- ニュージーランドネーピア出身[1]。
- ポジションはウィング(WTB)、センター(CTB)。
- 身長 187cm、体重 93kg
- 弟のザーンもラグビー選手[2]。
- U20ニュージーランド代表に選ばれたことがある[3]。
- All Blacks XVに選ばれたことがある[4]。
- マオリ・オールブラックスに選ばれたことがある[5]。

## 略歴
ワイカト、チーフスを経て、2022年、ハリケーンズに加入。
2024年6月29日、リポビタンDチャレンジカップ2024JAPAN XV戦にてマオリ・オールブラックスの一員としてJAPAN XVヴィリアメ・ツイドラキのトライ際のアタックを阻止した。